# Dialogul Mediteraneean
Dialogul mediteraneean, lansat pentru prima dată în 1994, este un forum de cooperare între NATO și șapte țări mediteraneene. Scopul său declarat este „crearea de bune relații și o mai bună înțelegere și încredere reciprocă în întreaga regiune, promovarea securității și stabilității regionale și explicarea politicilor și obiectivelor NATO”.
Dialogul reflectă punctul de vedere al NATO conform căruia securitatea în Europa este legată de securitatea și stabilitatea din Marea Mediterană. De asemenea, consolidează și completează Parteneriatul euro-mediteraneean și Organizația pentru Securitate și Cooperare în Inițiativa Mediteraneeană a Europei.

## Membri
Statele membre ale NATO
     Țările Parteneriatului pentru Pace
     Țările Dialogului Mediteraneean

Statele membre ale NATO
Țările Parteneriatului pentru Pace
Țările Dialogului Mediteraneean

Dialogul mediteraneean a început inițial cu cinci țări, dar a adăugat încă două în timp.
- Algeria (s-au alăturat martie 2000)
- Egipt (s-au alăturat februarie 1995)
- Israel (s-au alăturat februarie 1995)
- Iordania (s-au alăturat noiembrie 1995)
- Mauritania (s-au alăturat februarie 1995)
- Maroc (s-au alăturat februarie 1995)
- Tunisia (s-au alăturat februarie 1995)

## Legături externe
- Mediterranean Dialogue website